# Esther Nunatak
Esther Nunatak är en nunatak i Antarktis. Den ligger i Sydshetlandsöarna. Argentina, Chile och Storbritannien gör anspråk på området. Toppen på Esther Nunatak är 223 meter över havet.
Terrängen runt Esther Nunatak är huvudsakligen kuperad, men norrut är den platt. Havet är nära Esther Nunatak åt nordväst. Trakten är obefolkad. Det finns inga samhällen i närheten. 